# 全国大学職員録
全国大学職員録（ぜんこくだいがくしょくいんろく）は廣潤社が1954年に発行をはじめた日本の国公立大学、私立大学、防衛大学校などの大学校、国立大学共同利用機関の在職者の名簿。国公立大学編と私立大学編の2冊にわかれる。学長、役職員、専任講師以上の教員が収録され、役職員については住所、教員については担当科目が付記される。2006年版を最後として以降刊行されていない。
科学技術政策研究所の細坪護挙は『全国大学職員録』は政府統計よりも網羅性が高い資料だと評価した。